# NGC 3503
NGC 3503 est une nébuleuse en émission située dans la constellation de la Carène. Elle a été découverte par l'astronome britannique John Herschel en 1834. Cette nébuleuse renferme un amas ouvert d'étoiles.

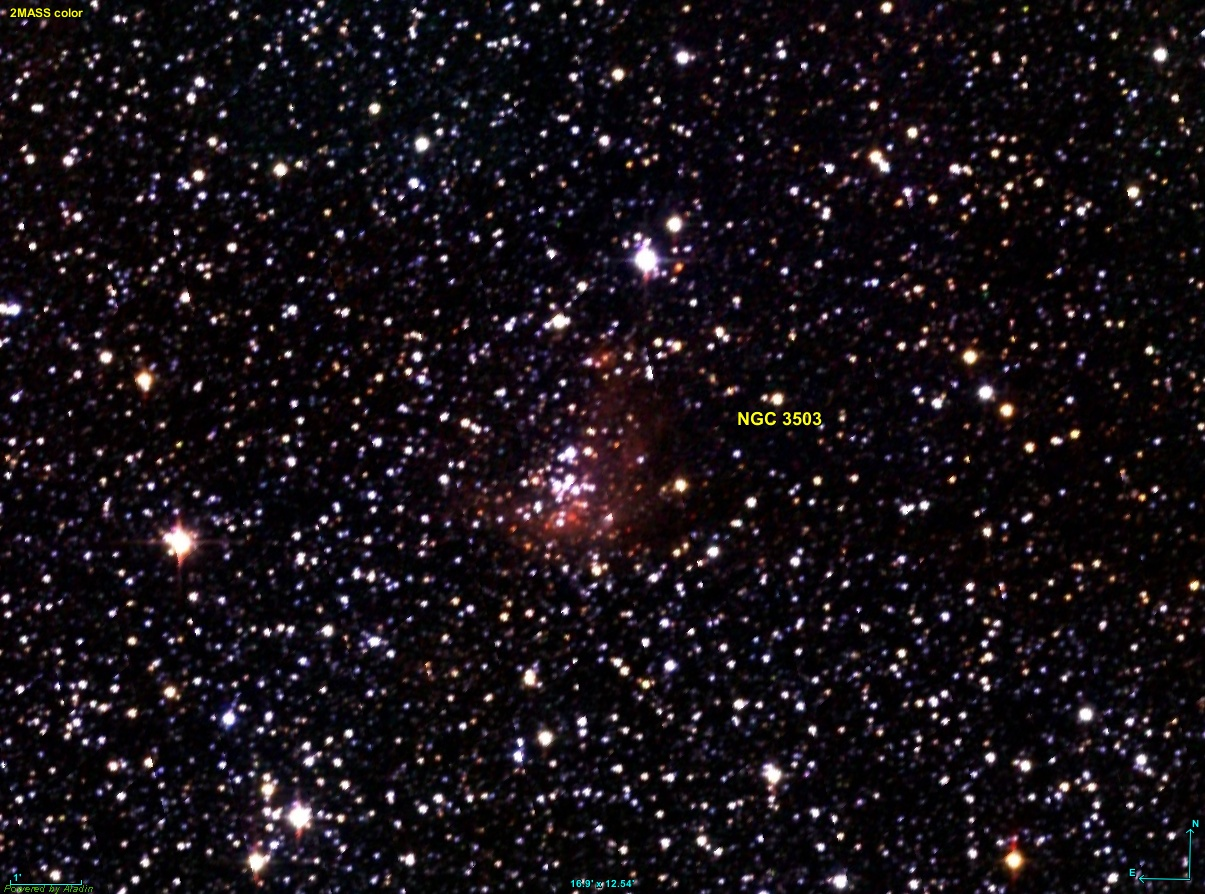
NGC 3503 dans l'infrarouge par l'étude 2MASS. On distingue mieux les étoiles de l'amas dans le domaine de l'infrouge que dans le visible.